# Paschalis I
Paschalis I (ur. w Rzymie, zm. 11 lutego 824) – 98. papież w okresie od 25 stycznia 817 do 11 lutego 824.

## Życiorys
Urodził się w Rzymie, wychował się na Lateranie; święcenia przyjął z rąk Leona III. Paschalis był opatem klasztoru św. Szczepana.
Skłaniał się ku polityce niezależnej od cesarstwa. W 823 r. udzielił sakry cesarskiej synowi Ludwika Pobożnego, Lotarowi. Współpracował z cesarzem Ludwikiem i gdy ten przysłał do papieża biskupa Ebbona z Reims, Paschalis mianował go legatem papieskim dla obszarów północnych. Był zwolennikiem rządów twardej ręki. Wrogów i spiskowców nakazywał wtrącać do więzienia, gdzie wyłupywano im oczy i torturowano na śmierć. Na żądanie cesarza Ludwika, papieża zmuszono do złożenia przysięgi na Ewangelię przed synodem, że zrezygnuje z krytykowanego zwyczaju uczestniczenia (jako obserwator) w torturach swoich przeciwników.
Za czasów jego pontyfikatu, na wschodzie nastąpiło odrodzenie ikonoklazmu. Do papieża zwrócił się obrońca kultu obrazów Teodor Studyta; Paschalis zaprotestował, lecz nieskutecznie. Po jego śmierci ze względu na rozruchy, spowodowane jego autokratycznymi rządami, Eugeniusz II miał trudności z pochowaniem Paschalisa.
Paschalis został po śmierci uznany za świętego, jednak w 1963 roku, ze względu na bardzo prawdopodobny osobisty udział w torturach i kaźniach, został usunięty z listy rzymskokatolickich świętych i błogosławionych. Jego wspomnienie liturgiczne w Kościele katolickim obchodzono 14 maja. Nowe Martyrologium Rzymskie, wydane w 2004 roku podaje, że wspomnienie Paschalisa przypada 11 lutego.